# Adrien Fresquet
 Adrien Fresquet, né le 9 octobre 1999, est un skieur alpin français.

## Biographie
Adrien Fresquet commence le ski à l'âge de 2 ans dans la station de Val-Louron. Ses parents sont moniteurs de ski. Il est licencié depuis ses débuts au SC Peyragudes.
En 2017 il est Vice-champion de France U18 (moins de 18 ans) de slalom géant au Grand Bornand.
Il fait ses débuts en Coupe d'Europe en janvier 2019 dans la descente de Chamonix. En mars 2019, il devient Vice-champion de France U21 de super G à Auron.
En février 2020, il marque ses premiers points en Coupe d'Europe en prenant la 23e place du super G de Sella Nevea.
Il intègre l'équipe de France à partir de la saison 2020-2021. Le 13 mars 2021 il obtient son premier top-10 en Coupe d'Europe en prenant la 10e place du super G de Saalbach. Le 29 mars 2021, il crée la sensation en étant sacré Champion de France Elite de Super G à Châtel, en devançant Nils Allègre et Johan Clarey,.

### Saison 2021-2022
Le 28 décembre, il dispute sa première épreuve de Coupe du monde sur la descente de Bormio. Mi-février, il frôle le podium en Coupe d'Europe, en prenant une bonne 4e place dans le second super G d'Oppdal. Fin mars, il monte sur le podium des Championnats de France à Auron, avec la 3e place du combiné remporté par Cyprien Sarrazin.

### Saison 2022-2023
Le 28 décembre 2022, il dispute sa 4e épreuve de Coupe du monde sur la redoutable descente de Bormio. Il est malheureusement victime d'une chute spectaculaire à la fin de laquelle il traverse les 3 filets de sécurité. Sa saison prend fin avec une rupture du ligament croisé  et une lésion du ménisque du genou droit,.
Il est en 3e année de licence STAPS à Font-Romeu.

### Saison 2023-2024
De retour à a compétition lors de la saison 2023-2024 il prend part en parallèle à des épreuves de Coupe du monde et de Coupe d'Europe. Il décroche le 10 janvier son premier podium européen en terminant deuxième de la Super G de Saalbach. À la fin du mois, le 26, il récidive à Tarvisio en terminant troisième de la descente. Puis le 18 février il remporte les (deux) premiers points de sa carrière en coupe du monde, grâce à une vingt-neuvième place lors de la descente de Kvitfjell, après avoir pris la seconde place du deuxième entrainement.
Un mois plus tard il chute lourdement lors d'un entraînement de super G en Norvège et se fracture le tibia, mettant ainsi un terme prématuré à sa saison,.

### Saison 2024-2025
Il intègre l'équipe de France A. De retour de blessure, il se blesse à nouveau le même tibia lle 5 décembre 2024, lors de l'entrainement de la descente de Beaver Creek, sa première course de l'année. Il met fin à sa saison et va subir 6 opérations jusqu'au mois de mai.

## Palmarès

### Coupe du monde
- 12 épreuves disputées (à fin mars 2024)[16].

- Meilleur classement général : 150e en 2024 avec 2 points.
- Meilleur classement de super G : 58e en 2024 avec 2 points

- Meilleur résultat : 29e lors du super G de Kvitfjell en février 2024[11].

#### Classements
| Saison / Épreuve | Saison / Épreuve | Général | Général | Descente | Descente | Super G | Super G | Géant  | Géant  | Slalom | Slalom | Combiné | Combiné |
| ---------------- | ---------------- | ------- | ------- | -------- | -------- | ------- | ------- | ------ | ------ | ------ | ------ | ------- | ------- |
| Saison / Épreuve | Saison / Épreuve | Class.  | Points  | Class.   | Points   | Class.  | Points  | Class. | Points | Class. | Points | Class.  | Points  |
| 2024             | 2024             | 150e    | 2       | -        | -        | 58e     | 2       | -      | -      | -      | -      | -       | -       |

### Championnats du monde junior
| Édition / Épreuve    | Descente | Super G | Slalom géant | Slalom | Combiné | Team Event |
| Mondiaux 2020 Narvik | Abandon  | Abandon | annulé       | annulé | annulé  | annulée    |

### Coupe d'Europe
- 58 épreuves disputées (à fin mars 2024)[16].
- 7 tops-10 dont 2 podiums[16].
- Meilleur résultat : 2e lors du super G de Saalbach en janvier 2024[17].

#### Classements
| Saison / Épreuve | Saison / Épreuve | Général | Général | Descente | Descente | Super G | Super G | Géant  | Géant  | Slalom | Slalom | Combiné | Combiné |
| ---------------- | ---------------- | ------- | ------- | -------- | -------- | ------- | ------- | ------ | ------ | ------ | ------ | ------- | ------- |
| Saison / Épreuve | Saison / Épreuve | Class.  | Points  | Class.   | Points   | Class.  | Points  | Class. | Points | Class. | Points | Class.  | Points  |
| 2020             | 2020             | 123e    | 48      | -        | -        | 40e     | 30      | -      | -      | -      | -      | 23e     | 18      |
| 2021             | 2021             | 72e     | 102     | 44e      | 19       | 24e     | 61      | -      | -      | -      | -      | 12e     | 22      |
| 2022             | 2022             | 57e     | 132     | 38e      | 45       | 21e     | 87      | -      | -      | -      | -      | -       | -       |
| 2023             | 2023             | 131e    | 38      | 48e      | 20       | 54e     | 18      | -      | -      | -      | -      | -       | -       |
| 2024             | 2024             | 28e     | 283     | 16e      | 103      | 8e      | 180     | -      | -      | -      | -      | -       | -       |

### Championnats de France

#### Élite
| Édition / Epreuve                             | Descente | Super-G | Slalom géant | Slalom  | Super combiné | Parallèle |
| --------------------------------------------- | -------- | ------- | ------------ | ------- | ------------- | --------- |
| Championnats 2017 Val Thorens/Lélex           | -        | Abandon | Abandon      | Abandon | 27e           | -         |
| Championnats 2018 Châtel                      | -        | -       | -            | -       | -             | -         |
| Championnats 2019 Auron / Isola 2000          | 37e      | 13e     | Abandon      | Abandon | 11e           | -         |
| Championnats 2020 Val Thorens                 | annulée  | annulé  | annulé       | annulé  | annulé        | -         |
| Championnats 2021 Châtel / Saint-Jean-d'Aulps | 25e      | Or      | Abandon      | -       | 11e           | -         |
| Championnats 2022 Auron / Isola 2000          | 7e       | 10e     | Abandon      | -       | Bronze        | 9e        |

#### Jeunes

##### Juniors U21 (moins de 21 ans)
2019 à Auron :
- Vice-champion de France de super G
- 4e des championnats de France de combiné

##### Cadets U18 (moins de 18 ans)
2017 :
- Vice-champion de France de slalom géant au Grand-Bornand
- 4e des championnats de France de super G à Mégève